# 阿道夫·乌尔班

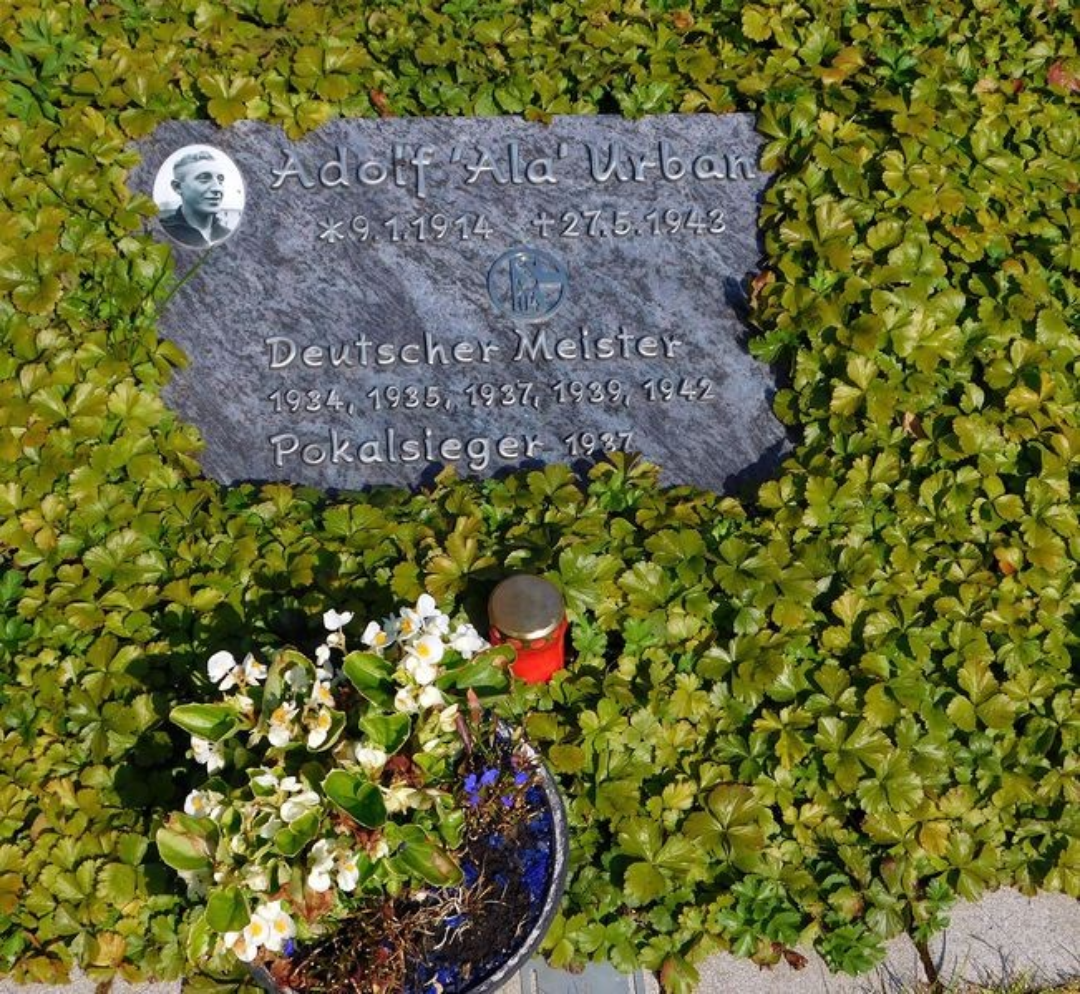

阿道夫·乌尔班（德語：Adolf Urban，1914年1月9日—1943年5月23日），是一名已逝世的德国足球运动员。
乌尔班是一名粉刷匠，亦是德国足球队沙尔克04在20世纪30年代的传奇前锋，帮助球队五次获得德国锦标赛冠军。他在1935年至1941年之间代表德国国家足球队出场35次，射进40球。
1935年，乌尔班成为一名军人，第二次世界大战期间被卷入苏德战争，1943年5月23日，他在苏联旧鲁萨战死。他是布雷斯劳十一人中唯一一名战死沙场的球员。